# Ulrich Walluhn
Ulrich Walluhn (* 2. Februar 1959 in Erfurt) ist ein deutscher Autor, der sich in seinen Schriften mit Themen des Eisenbahnwesens beschäftigt. In politischer Hinsicht wurde Walluhn durch seine Zusammenarbeit mit der NPD bekannt.

## Leben
Walluhn studierte nach eigenen Angaben nach dem Besuch der Erweiterten Oberschule und dem Wehrdienst bei der Nationalen Volksarmee ab 1980 an der  Technischen Hochschule Ilmenau und an der Hochschule für Verkehrswesen in Dresden, allerdings ohne einen akademischen Abschluss zu erreichen. Im Anschluss arbeitete er bei der Deutschen Reichsbahn zunächst als ungelernter Hilfsarbeiter, später als EDV-Techniker.
Seit den 1990er Jahren ist Walluhn schriftstellerisch tätig. Er gibt an, sich für seine Schriften zur Eisenbahngeschichte vorwiegend auf Archivalien zu stützen, etwa auf Unterlagen der Sowjetskaja Wojennaja Administrazija Transporta (SWAT), der sowjetischen Militärtransportverwaltung. Sein bisher letztes Buch, das sich den Lokomotiven und Triebwagen im Gebiet der sowjetischen Besatzungszone Deutschlands widmet, erschien 2004. Es wurde von der Fachpresse im Tenor positiv besprochen und von dem Magazin Drehscheibe als „wertvolle Bereicherung“ bezeichnet. Aus Walluhns eigenem Archiv stammt ein Umzeichnungsplan der Polnischen Staatsbahnen (PKP), der von 1928 herrühren soll und den Walluhn in den 1980er Jahren der Fachwelt präsentierte, die sich davon zunächst wichtige Erkenntnisse versprach. Nachdem nach 1990 osteuropäische Archive zugänglich wurden, wurden jedoch Zweifel an dem Plan laut. Dieser gilt nach heutigem Kenntnisstand als nicht authentisch. Der österreichische Ingenieur und Autor Reimar Holzinger bezeichnet ihn als „total unseriöses Machwerk“ und stellt auch die Authentizität weiterer Dokumente aus dem Archiv Walluhns in Frage.
Walluhn lebt in der Erfurter Siedlung Wiesenhügel.

## Politisches Engagement
Walluhn war von 1985 bis 1989 Mitglied der Sozialistischen Einheitspartei Deutschlands (SED). Für Aufsehen sorgte seine Tätigkeit als Vorsitzender einer Erfurter lokalpolitischen Initiative, die 2007 und 2008 vor der anstehenden Thüringer Kommunalwahl eng mit der rechtsextremen Nationaldemokratischen Partei Deutschlands (NPD) zusammenarbeitete.

## Publikationen (Auswahl)
- 94 1292 und ihre Engelsdorfer Schwestern. Die Laufleistung der Museumslokomotive entspricht 30 Erdumrundungen.  In: Lokmagazin 1/1996, S. 6–8 (als G.E. Walluhn).
- Lokomotivbilder und ihre Geschichten. Fotos aus der Dampflokzeit.  In: Lokmagazin 1/1996, S. 17–19.
- Die Schnellzuglok Magdeburg 483 der vormaligen Braunschweigischen Staatsbahn.  In: DGEG-Nachrichten 156 (2000), S. 18–20.
- 94 1292 und ihre Engelsdorfer Geschwister.  In: Lokrundschau,  Heft 187 (2000), S. 70–72 und Heft 189 (2000), S. 60–65.
- Chronik 2001. Was geschah vor 150, 100, 50 Jahren. In: DGEG-Nachrichten 164 (2001), S. 18–28.
- Die 95028 der DGEG e.V. und ihre 44 Geschwister. Deutsche Gesellschaft für Eisenbahngeschichte e.V., Werl 2001, ISBN 3-921700-92-2.
- Baureihe 95. Transpress Verlag, Stuttgart 2002, ISBN 3-613-71198-2.
- Baureihe 03.10. Transpress Verlag, Stuttgart 2004, ISBN 3-613-71241-5.
- Lokomotiven und Triebwagen in der SBZ/DDR 1945–1950.  Transpress Verlag, Stuttgart 2004, ISBN 3-613-71231-8.